# قلعه هاشم خان
قلعه هاشم خان  (شهرک مدرس) قصبه ای است جزء  بخش شال  شهرستان بوئین  زهرا استان قزوین، واقع در ۲۴ هزار گزی باختر بوئین و ۱۸ هزار گزی راه عمومی، این ده در جلگه واقع و معتدل است. سکنه آن ۷۰۰۰ تن است.
دهستان قلعه هاشم خان بیش از سه دهه است که به شهرک مدرس تغییر نام داده است.
مردم  شهرک مدرس (قلعه هاشم خان) به زبان ترکی (آذربایحانی) سخن میگویند.
شهرک مدرس زادگاه عالم  برجسته و فقیه  ایت الله شیخ هاشم قلعه ای ،شهید مدافع حرم رسول پورمراد و چهل شهید  پاک ،دوران دفاع مقدس است.
شهرک مدرس دارای بانک صادرات ، شبکه بهداشت و درمان، مدارس ابتدایی و متوسطه دخترانه و پسرانه ،چندین نانوایی ( بربری،لواش ،سنگکی) و چندین مساجد و حسینیه است.
بیشتر مردمان شهرک   در  شغل  های آزاد ، تعمیر کار خودرویی و دستگاه های سنگین ( لودر و کامیون ) مشغول به کار  هستند.
وهمچین دارای شهرک دام داری ،ومحصولات کشاورزی از قبیل:غلات، انگور، تخمه افتاب گردان ، ذرت و پسته کشت کار میکنند.